# آيمي روز
آيمي روز (بالإنجليزية: Amy Rose)‏ (باليابانية: エミー・ローズ
) (النطق العربي: إيمي روزوه) هي شخصية خيالية من سلسلة ألعاب فيديو القنفذ سونيك من إنتاج سيگا، وهي قنفذة صغيرة لطيفة وجميلة وهي مشاكسة لها مطرقة كبيرة تدمر بها الأشياء وهي أحد أصدقاء البطل سونيك تسبب له المتاعب لأنها مغرمة به ولكن سونيك لا يبادلها نفس الشعور.
ظهرت آيمي لأول مرة في لعبة سونيك سي دي (Sonic CD)، ولكنها كانت أصغر سناً آنذاك. غيروا سيگا تصميمها إلى شكل أنضج منذ لعبة مغامرة سونيك (Sonic Adventure).